# نهائي دوري أبطال أوروبا للسيدات 2017
نهائي دوري أبطال أوروبا للسيدات 2017 هي المباراة النهائية من منافسة دوري أبطال أوروبا للسيدات 2016–17، أقيمت المباراة في 1 يونيو 2017، في ملعب كارديف سيتي، بين فريقي أولمبيك ليون لكرة القدم للسيدات، وباريس سان جيرمان للسيدات، وفاز فيها أولمبيك ليون لكرة القدم للسيدات، بعد أن هزم باريس سان جيرمان للسيدات، بنتيجة 0 - 0، وحضر المباراة 22433 شخصاً.

## تفاصيل المباراة
لعبت المباراة النهائية في 1 يونيو 2017.
| أولمبيك ليون لكرة القدم للسيدات | 0 -0 | باريس سان جيرمان للسيدات |
| ------------------------------- | ---- | ------------------------ |
|                                 |      |                          |